# Euptera choveti
Euptera choveti è una farfalla della famiglia Nymphalidae. Si trova in Camerun, Gabon, Repubblica del Congo, Repubblica Centrafricana e Repubblica Democratica del Congo. 